# Horizon Chase
Horizon Chase es un videojuego de carreras desarrollado y publicado por la empresa brasileña Aquiris Game Studio. Fue lanzado el 20 de agosto de 2015 para iOS y Android. Un juego en 3D, promociona el hecho de que tiene una estética retro única inspirada en títulos 2D de 16 bits. Su banda sonora tiene influencias de Nintendocore.
En 2018, se lanzó una versión llamada Horizon Chase Turbo para Windows, PlayStation 4, Nintendo Switch, Xbox One y PlayStation Vita a través de Play-Asia lanzamiento físico, uno de los últimos para el sistema. Esta versión incluye gráficos mejorados, más autos y pistas, y presenta nuevas características como el modo cooperativo de sofá.

## Jugabilidad
Horizon Chase desafía al jugador a completar carreras en pistas ubicadas alrededor del mundo. Giros adicionales a la fórmula de carreras vienen en forma de pastillas de combustible que deben obtenerse para completar la carrera, así como fichas que desbloquean nuevas pistas y el uso de refuerzos de nitro para acelerar la velocidad del coche del jugador. El jugador comienza cada carrera en la parte posterior del paquete y debe pasar a los oponentes para ganar. También hay diferentes efectos climáticos y tipos de pistas que afectan el manejo.

## Pistas
- Valle de la Muerte
- San Francisco
- Parque nacional de las Secuoyas
- Los Ángeles

- Isla de Pascua
- Atacama
- Santiago
- Villarrica

- Chapada Diamantina
- Brasilia
- Niteroi
- Salvador

- Madagascar
- Ciudad del Cabo
- Die Uniegebou
- Cañón del río Blyde

- Bahía de Kotor
- Meteora
- Acrópolis
- Santorini

- Cascada de Gullfoss
- Videy
- Reykjavik
- Eyjafjallajokull

- Al Gharbia Qasr
- Abu Dhabi
- Palm Island
- Dubái

- Valle de las Flores
- Templo Dorado de Amristar
- Taj Mahal
- Varanasi

- Polinesia francesa
- Brighton Beach
- Uluru
- Sídney

- Hong Kong
- Beijing
- Gran Muralla
- Chengdu

- Sapporo
- Tokio
- Kioto
- Iya Valley

- Costa de Na Pali
- Molokini
- Honolulu
- Kilauea

## Desarrollo
La banda sonora del juego fue compuesta por Barry Leitch, quien fue contactado debido a su trabajo en Top Gear, un juego de carreras lanzado en 1992 para el Super Nintendo Entertainment System. La banda sonora de ese juego fue popular entre los fanáticos brasileños, lo que llevó a un concurso de remezclas. Los remixes se lanzaron más tarde como parte de la banda sonora y una versión de la popular pista de Las Vegas de Top Gear se incluyó como un Easter Egg.
El compositor del juego también incluyó una propuesta de matrimonio oculta para su novia de toda la vida en el juego con el consentimiento del equipo de desarrollo, que fue descubierto por los fanáticos pero mantenido en secreto hasta que estuvo listo para compartir la historia.

## Recepción
Horizon Chase recibió críticas positivas, con una puntuación total de 88/100 en Metacritic.
Carter Dodson de  TouchArcade  calificó el juego con 5/5 estrellas, elogió el estilo visual, la banda sonora y los controles del juego, y lo calificó como una "plantilla de cómo otros desarrolladores necesitan hacer juegos de inspiración retro". Harry Slater de Pocket Gamer calificó el juego con un 9/10, y lo calificó como "un corredor de arcade brillante y atrevido que se ve impresionante", mientras dice que su juego es lo suficientemente bueno como para respaldar su presentación. Señaló que el juego se volvía "un poco complicado a veces", aunque lo llamó "el tipo de rutina que estás feliz de atravesar". El sitio otorgó al juego el premio "Oro". Tom Christiansen de Gamezebo calificó el juego con 3.5/5 estrellas, calificó las imágenes como "sólidas" y elogió la banda sonora, pero dijo que no le gustaba el sistema de asistencia de giro automático que era imposible de apagar, y también llamó a la IA "imposiblemente rápido" y desbloquear coches nuevos es demasiado difícil.